# Brezkrtačni električni motor
Brezkrtačni električni motor (ang. Brushless - BL) je  električni motor, ki nima komutatorjev ali drsnih obročev (slip ring-ov), namesto tega ima krmilno elektroniko. Brezkrtačni motorji so lahko na enosmerni (BLDC) ali izmenični tok (BLAC). Prednost je daljša življenjska doba, manjša obraba, večji izkoristek, visoka hitrost vrtenja, odstotnost isker, visoka moč in zanesljivost, slabost pa je večja cena zaradi elektronike in večja kompleksnost.
Po navadi so brezkrtačni motorji s trajnim magnetom (PMSM - permanent-magnet synchronous motor) ali (PMM permanent-magnet motor), razlikujejo se glede na smer magnetnega pretoka: aksialni, radialni, transverzni in spreminjajoči. Različne izvedbe imajo različno moč, izkoristek, težo in hitrost.
Obstajajo pa tudi druge izvedbe brezrtačnih motorjev kot npr. asinhroni indukcijski brezkrtačni motor in reluktančni motorji, ki deluje na principu magnetične upornosti.
Brezkrtačni motor na enosmerni tok BLDC, je v bistvu brezkrtačni motor na izmenični tok z usmernikom, senzorjem in vgrajeno kontrolno elektroniko. AC inverter/kontroler je izumil Miro Zoric leta 1984.
Moč BL DC motorjev je omejena skoraj izključno s temperaturo, prevelika temperatura zmanjša moč magnetov. V primerjavi s krtačnimi imajo več navora (glede na težo), manj elektromagnetne interference, hlajenje je možno s prevodom toplote (kondukcijo) - zato so lahko bolj zaščiteni pred umazanijo in ker ni isker bolj varni v okoljih, kjer obstaja možnost požara.
Akumulatorski vrtalniki (vijačniki) z brezkrtačnimi motorji so precej močnejši od tradicionalnih. Lahko brez problema zvrtajo 12 mm luknjo v kamen ali beton. Lahko se uporabljajo namesto pnevmatskih vijačnikov pri gumah.